# 디지털플랫폼정부위원회
디지털플랫폼정부위원회는 4차산업혁명위원회의 후신으로 윤석열 정부에서 만든 위원회이다. 기존의 전자정부보다 높은 수준의 디지털플랫폼정부를 구축할 계획이다.